# Zgodovinski ep
Zgodovinski ep črpa snovi iz zgodovine, a jih navadno zelo svobodno umetniško predela.

## Najbolj znani zgodovinski epi
Največji portugalski pesnik Luis de Camões je napisal ep Luzijada (Os Lusiadas). Ep opeva zgodovinsko plovbo Vasca da Gama, velikega pomorščaka, ki je razširil portugalsko kolonialno posest v Afriki in Aziji. Ep je napisan v oktavah in se odlikuje s prelepimi opisi tujih krajev, ki jih je Camões sam prepotoval.

Ep Osvobojeni Jeruzalem (Gerusalemme liberata) je nastal v Italiji. Njegov avtor  pesnik Torquato Tasso riše v njem boj za Jeruzalem v 1. križarski vojni. Glavni junak epa je Gotfrid Bujonski, vodja križarjev; njegov nasprotnik pa Jeruzalemski kralj Aladin. Tudi ta ep je napisan v oktavah.

## Slovanski zgodovinski epi
Več zgodovinskih epov je ustvarila tudi slovanska književnost. Sloveči ruski ep Pesem o Igorjevem pohodu (Slovo o polku Igoreve), delo neznanega ruskega avtorja, opeva Igorjovo vojsko v boju s Polovci, ruski poraz leta 1185, tožbe Igorjeve žene, Igorjevo ujetništvo in njegov beg, neslogo ruskih knezov in slavo junakov, ki se bore za krščansko vero in za rusko zemljo. Delo je napisano v značilni ritmični prozi, iz njega diga globoka liričnost. V slovenščino je ep prevedel Rajko Nahtigal.
Največji ep južnoslovanskih literatur je Osman, delo 
Ivana Gundulića. Nastal je močno pod Tassovim vplivom, kar je razumljivo, ker je Gundulić Tassa prevajal. Vsebino so dali Osmanu tedanji poljsko-turški boji s strahovitem turškim porazom pri Hočimu leta 1621. Ta turški poraz je močno odjeknil med Slovani; prepričal jih je, da bo turška država propadla. Ep končuje Gundulić s pohvalo kristanov in s slavospevom pravičnosti.
Njegošev Gorski venec (Gorski vijenac) je ep v dramski obliki. Z njim je hotel avtor prikazati nepopustljivo borbo črnogorskega ljudstva za svobodo proti poturčinim in turškim izkoriščevalcem. Iz epa vejeta izreden patriotizem in velika prepričanost o pravičnosti boja. Njegošev ep so prevedli skoraj vsi evropski narodi. Slovenski prevod je oskrbel Alojz Gradnik.
Mažuraničeva Smrt Smail-age Čengića niti po obsegu niti po izdelavi ne dosega velikih svetovnih epov. Tega se je zavedal sam avtor in je delo imenoval le »pjesan«, to je pesnitev. prepojena je z globoko mislijo o slovanskem mesijanskem trpljenju. Smail-aga muči kristjane po Hercegovini; zato se Črnogorci maščujejo nad njim. Tudi to delo je v slovenščino prevedel Alojz Gradnik.
Tudi Slovenci se lahko pohvalimo z zgodovinskim epom. Krst pri Savici je nacionalna zgodovinsko-epska pesnitev Franceta Prešerna, ki jo je posvetil umrlemu prijatelju Matiji Čopu.